# Hjellum
Hjellum este o localitate din comuna Hamar, provincia Hedmark, Norvegia.